# Хі (літера)

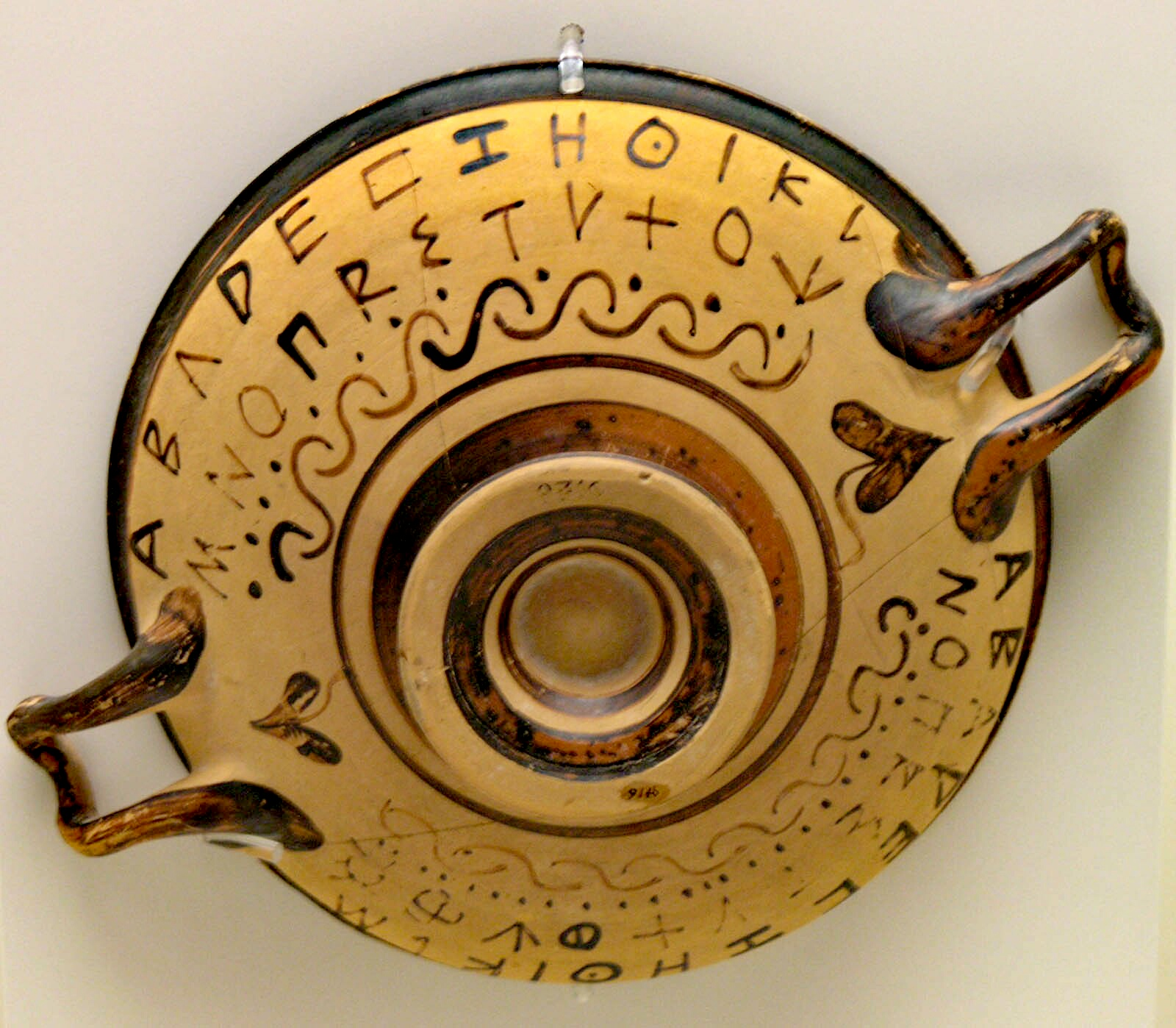
Грецька абетка на чорнофігурній посудині, з хрестоподібною «хі»

Хі (велика Χ, мала χ; грец. Χι МФА: [çiː]) — двадцять друга літера грецької абетки, в системі грецьких чисел, має значення 600.

## Вимова

### Давньогрецька
У давньогрецькій мові читалася як придиховий глухий м'якопіднебінний проривний /kʰ/. У західному варіанті грецької абетки читання було іншим — /ks/.[джерело?]

### Койне
У грецькому койне і пізніших діалектах вимова змінилася на фрикативний [x] чи [ç]. Зміни в читанні відбулися також з літерами «тета» і «фі».

### Новогрецька
У новогрецькій мові залежно від положення в слові літера має два різні читання: перед голосними переднього ряду /e/ чи /i/ вона вимовляється як [ç], перед голосними непереднього ряду /o/ чи /u/, а також перед приголосними — як [x].

### Транслітерація
У латинізованому запису грецьких слів χ передається диграфом ch. Іноді трапляється транслітерація як kh.
Оскільки в латині не було звука [kʰ]/[x] як окремої фонеми (він траплявся у деяких словах, наприклад pulcher, де був алофоном звука [k]), у пізній латині звичайне читання ch у грецизмах як [k].

## Нащадки
Від Χ візантійського уніціалу походить кирилична Х. На латинському ґрунті ця буква використовувалася лише в словах грецького походження, де передавалася через буквосполучення -ch (schola — школа).

## Інше використовування

### Мала літера
- У міжнародному фонетичному алфавіті — позначення глухого язичкового фрикативного звука.
- У фізиці — позначення електричної чи магнітної сприйнятливості.

## Інше
- Від назви літери утворений літературознавчий термін хіазм, а також термін хіазма в генетиці й інша назва перехрестя зорових нервів.